# Het Laatste Avondmaal (Mechtelt toe Boecop)
Het Laatste Avondmaal is een olieverfschilderij van de Nederlandse schilderes Mechtelt toe Boecop en is in 1574 geschilderd in renaissancestijl. Het schilderij is onderdeel van de collectie van het Stedelijk Museum Kampen. Het schilderij kan gezien worden als een katholiek schilderij uit de Contrareformatie. Het schilderij komt uit de Kamperse school.
Het schilderij toont het verhaal het laatste avondmaal uit de Bijbel. De figuur in het midden van de bovenste rij is Jezus. De overige aanwezigen zijn de apostelen. De tweede figuur rechts van hem is een portret van (waarschijnlijk) Arent toe Boecop. Op een van de apostelen is een portret van (waarschijnlijk) Egbert toe Boecop geschilderd. Deze bevindt zich op de onderste rij, de derde persoon aan de rechterkant van het schilderij. Het schilderij is een memoriestuk aan de familie Toe Boecop. De wapenschilden aan de bovenkant van het paneel laten dit zien.